# Прапор Берген-оп-Зома
Прапор Берген-оп-Зома був прийнятий як муніципальний прапор муніципалітетом Берген-оп-Зом у Північному Брабанті  24 лютого 1978 року. Після реорганізації муніципалітету 1 січня 1997 року цей же прапор було відновлено 27 лютого 1997 року як муніципальний прапор нинішнього муніципалітету Берген-оп-Зом. Рішення ради описує прапор так:
Три горизонтальні смуги, розташовані послідовно червоно-біло-червоним кольорами, висота яких пропорційна один до двох до одного; На білій смузі розміщений міський герб.
Прапор складається з трьох смуг: червоної, білої та червоної. З боку древка у середній смузі розміщено міський герб у комплекті з короною та щитотримачами. Середня смуга має висоту двох червоних смуг разом.
У 1962 році прапор, який уже був задокументований приблизно в 1870 році, вийшов з ужитку. Герб зазвичай розміщувався посередині прапора, але був дещо модернізований. Найкраще його видно з боку древка. Навіть якщо прапор не може майоріти через вітер, принаймні його частину можна побачити.